# سلسلة ترياثلون العالمية
سلسلة ترياثلون العالمية هي سلسلة مسابقات في رياضة الترياثلون تقام سنوياً.بدأت السلسلة في 2009.